# Fondazione Prada

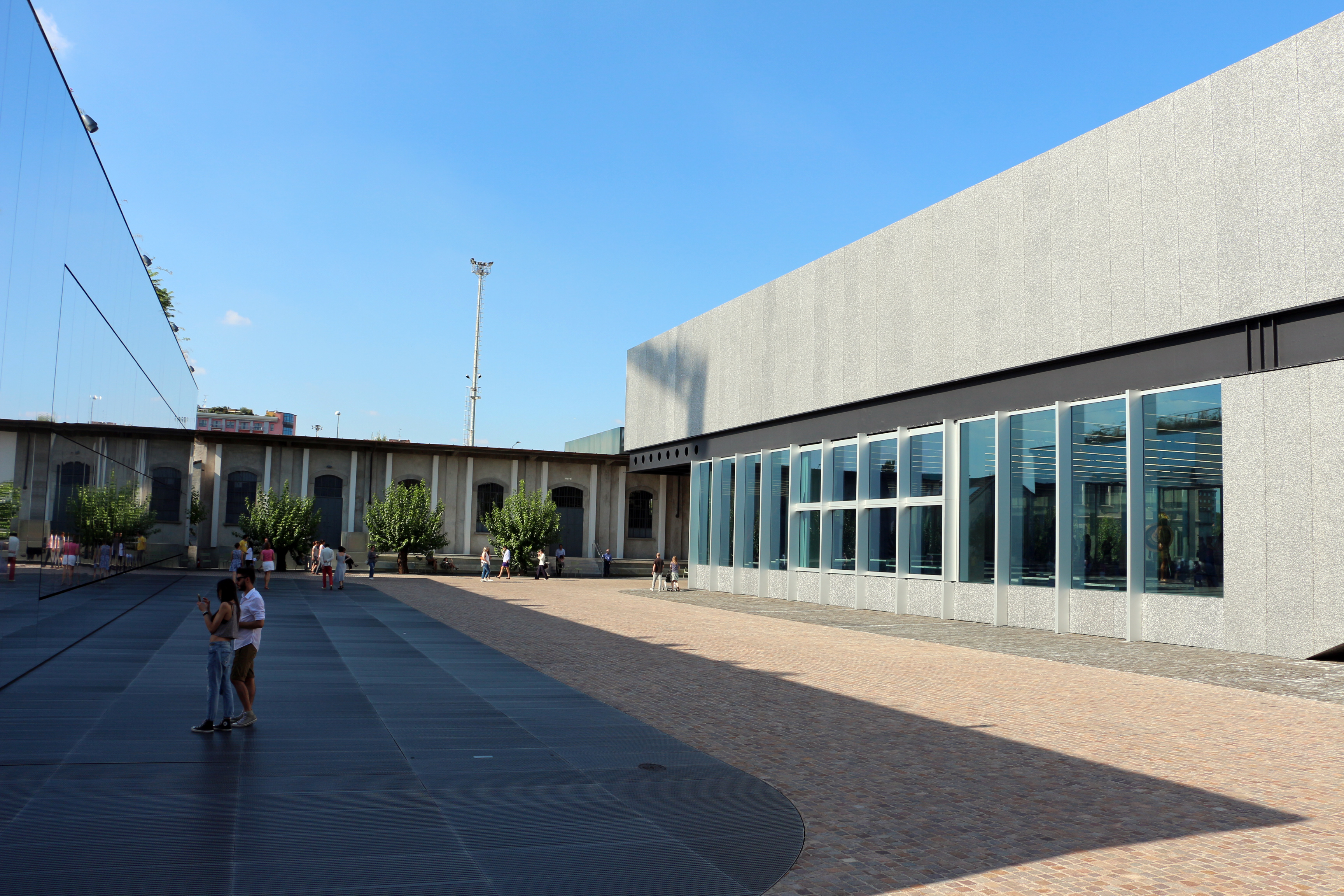
Fondazione Prada Milano

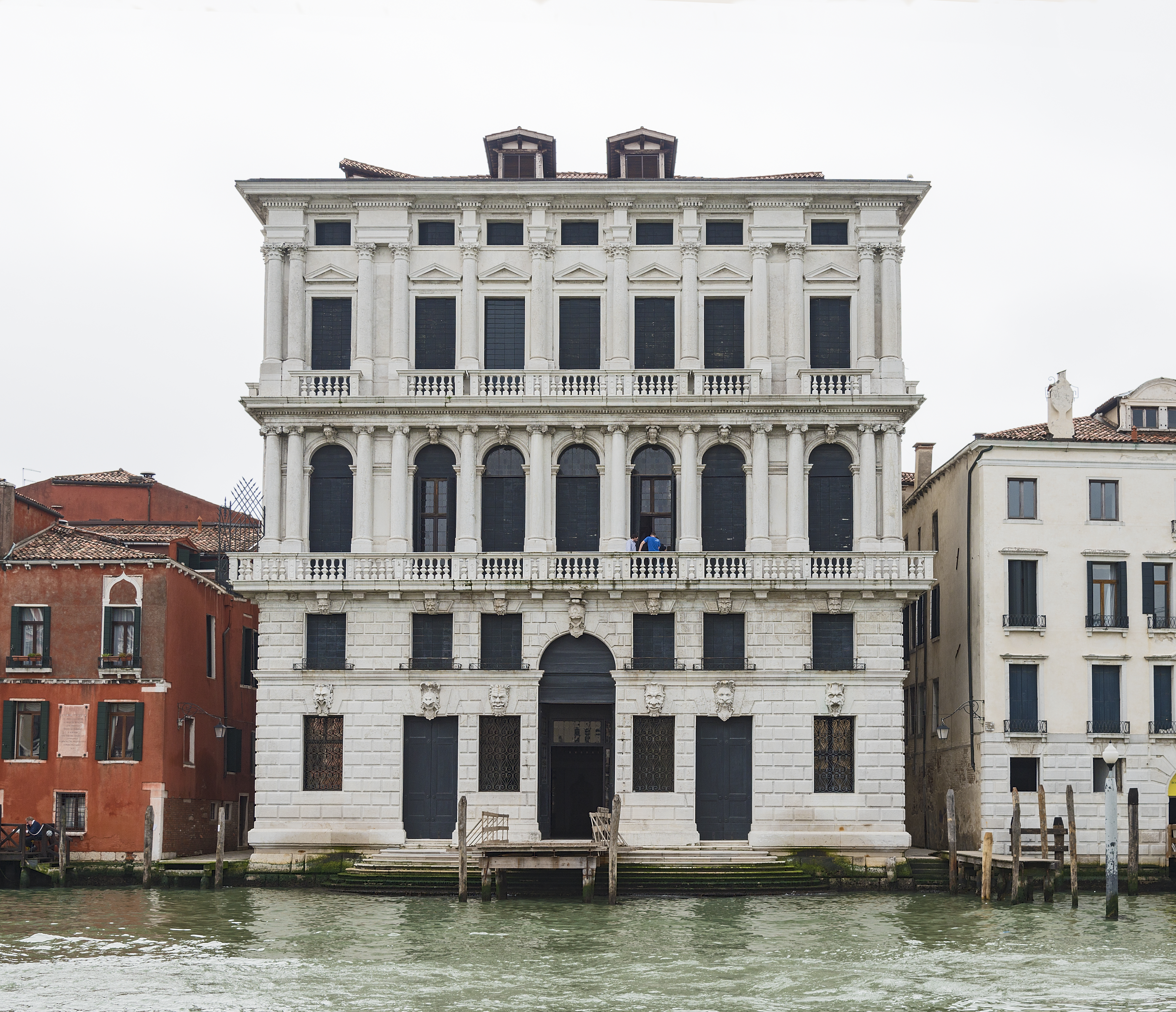
Fondazione Prada Venezia

La Fondazione Prada è un'istituzione culturale fondata nel 1993, presieduta da Miuccia Prada e Patrizio Bertelli, dedicata alla realizzazione di progetti di arte contemporanea, cinema, fotografia, filosofia, danza e architettura. 

## Le sedi
Fondazione Prada ha tre sedi: la principale di 20.000 metri quadri a Milano (Largo Isarco nel quartiere Vigentino), Osservatorio (Galleria Vittorio Emanuele II, Milano) lo spazio dedicato alla fotografia, e Ca' Corner della Regina a Venezia.

### Milano
La sede principale di Milano si trova in largo Isarco, a sud della città ed è stata aperta al pubblico il 9 maggio 2015. Il progetto di OMA, guidato da Rem Koolhaas, la comprende magazzini, laboratori e silos di fermentazione parte della riqualificazione di una distilleria di gin dell’inizio del XX secolo e tre nuovi edifici. Il complesso si sviluppa su una superficie totale di 19.000 m2, di cui 11.000 m2 saranno utilizzati per le attività espositive.
Nel 2018 viene edificata la Torre che segna il completamento della sede di Milano. L'edificio, alto 60 metri, è realizzato in cemento bianco strutturale a vista. L'edificio è costituito da 5 piani espositivi che ospitano il progetto "Atlas" che riunisce opere della Collezione Prada. Al sesto piano si trova il Ristorante Torre.
La sede di Milano si compone quindi di sette edifici preesistenti e tre nuove strutture: Podium, uno spazio per mostre temporanee; Cinema, un auditorium multimediale; e Torre. All'interno della Fondazione si trovano un bookshop, il Bar Luce ispirato all'atmosfera della vecchia Milano progettato dal regista americano Wes Anderson e L'Accademia dei bambini, un'area didattica dedicata ai bambini e sviluppata con gli studenti dell'École nationale supérieure d'architecture de Versailles.

### Osservatorio
Il 19 dicembre 2016 è stato inaugurato un secondo spazio a Milano, "Osservatorio", ospitato al quinto e sesto piano della Galleria Vittorio Emanuele II, dedicato principalmente alla fotografia, la cui mostra inaugurale è stata "Give Me Yesterday". "Osservatorio" si trova al di sopra dell'ottagono, al livello della cupola in vetro e ferro che copre la Galleria realizzata da Giuseppe Mengoni tra il 1865 e il 1867. 

### Venezia
La sede di Venezia della Fondazione Prada viene inaugurata nel 2011. Il palazzo di Ca' Corner della Regina è affacciato sul Canal Grande e fu costruito tra il 1723 e il 1728 da Domenico Rossi per conto della famiglia dei Corner di San Cassiano. Dal 2011 diventa la sede di progetti espositivi temporanei presentati in concomitanza con il restauro conservativo del palazzo, promosso dalla Fondazione Prada dalla fine del 2010 in linea con le direttive della Soprintendenza per i Beni Architettonici e Paesaggistici di Venezia e della Laguna, e attuato in più fasi.

## Storia e progetti
Dal 1993 al 2010 la Fondazione ha organizzato negli spazi espositivi di Milano 24 mostre personali di artisti contemporanei di livello internazionale come Anish Kapoor (1995), Louise Bourgeois (1997), Sam Taylor-Wood (1998), Walter De Maria (1999), Enrico Castellani (2001), Steve McQueen (2005), Tom Sachs (2006), Nathalie Djurberg (2008) e John Baldessari (2010).
Tra il 2005 e il 2009, in occasione delle esposizioni internazionali d'arte della Biennale di Venezia, tre mostre personali dedicate a Francesco Vezzoli (2005), Thomas Demand (2007) e John Wesley (2009), sono state presentate negli spazi della Fondazione Cini a Venezia.
Negli ultimi 20 anni sono state promosse altre attività come rassegne cinematografiche ("Tribeca Film Festival alla Fondazione Prada", 2004; "Italian Kings of the Bs. Storia segreta del Cinema Italiano 1949-1976", 2004; "Storia Segreta del Cinema Asiatico", 2005; “Storia Segreta del Cinema Russo”, 2007), conferenze multidisciplinari e filosofiche ed eventi legati all'architettura e al design ("Herzog & de Meuron, OMA/AMO Rem Koolhaas. Projects for Prada. Works in Progress", 2001; "Unveiling the Prada Foundation", 2008; "Rotor: Ex Limbo", 2011.
La sede di Venezia ha ospitato diverse mostre collettive, come: "Fondazione Prada_Ca' Corner", 2011; "The Small Utopia. Ars multiplicata", 2012; "When Attitudes Become Form: Bern 1969/Venice 2013", 2013; "Art or Sound", 2014.
I progetti speciali della Fondazione includono "Double Club" di Carsten Höller a Londra, "Prada Transformer" di OMA a Seul e "24h Museum" di Francesco Vezzoli al Palais d'Iéna a Parigi.
Il 9 maggio 2015 in occasione dell'apertura della nuova sede di Milano, la Fondazione Prada presenta una pluralità di attività. Robert Gober e Thomas Demand realizzano installazioni site-specific in dialogo con le architetture industriali e con i nuovi spazi. Roman Polański esplora le suggestioni cinematografiche che hanno ispirato i suoi film in un progetto che si traduce in un documentario inedito e in una rassegna cinematografica, che si è conclusa il 25 luglio 2015.
Da maggio e nel corso dell'estate 2015 i due spazi di Milano e Venezia sono idealmente uniti da due mostre di arte antica, "Serial Classic" - a Milano - e "Portable Classic" - a Venezia - a cura di Salvatore Settis.
Selezioni di opere dalla Collezione Prada sono presentate in esposizioni tematiche, come "An Introduction", mostra emersa da un dialogo tra Miuccia Prada e Germano Celant, e "In Part", a cura di Nicholas Cullinan. Le mostre "Serial Classic" (aperta fino al 24 agosto 2015) e "Portable Classic" (aperta fino al 13 settembre 2015), curate da Salvatore Settis, in collaborazione con Anna Anguissola e Davide Gasparotto, completano il programma. I due progetti espositivi, il cui allestimento è ideato da OMA, analizzano rispettivamente i temi della serialità e della copia nell'arte classica e della riproduzione in piccola scala della statuaria greco-romana dal Rinascimento al Neoclassicismo.
A settembre 2015, Fondazione Prada ha presentato "Atlante del gesto", un ciclo di azioni coreografiche concepito da Virgilio Sieni per la nuova sede di Milano. A seguire, a novembre 2015, è stata inaugurata un'antologica dell'artista Gianni Piacentino (Torino, 1945), a cura di Germano Celant, conclusasi a gennaio 2016. A dicembre 2015, la Fondazione ha ospitato a Milano la mostra "Recto Verso", una selezione di opere nelle quali gli artisti hanno consapevolmente posto in primo piano l'elemento abitualmente nascosto, dimenticato o trascurato del retro del quadro. L'esposizione è stata concepita dal Thought Council della Fondazione, composto da Shumon Basar, Elvira Dyangani Ose, Cédric Libert e Dieter Roelstraete.
Dal 13 gennaio al 1º febbraio 2016, il cinema della Fondazione Prada a Milano ha ospitato la rassegna cinematografica "Flesh, Mind and Spirit", una selezione di 15 film realizzata dal regista Alejandro González Iñárritu in collaborazione con Elvis Mitchell, critico cinematografico e curatore al LACMA di Los Angeles.
Il 4 febbraio 2016, la mostra "Goshka Macuga: To the Son of Man Who Ate the Scroll" è stata inaugurata negli spazi del Podium, della Cisterna e della galleria Sud nella sede milanese. La mostra collettiva "L'image volée", a cura dell'artista Thomas Demand, è stata aperta al pubblico il 18 marzo 2016. "Kienholz: Five Car Stud", una retrospettiva curata da Germano Celant che riunisce una selezione di opere realizzate da Edward Kienholz e Nancy Reddin Kienholz dal 1959 al 1994, inaugura il 19 marzo 2016. Nella seconda parte dell'anno si susseguiranno le inaugurazioni delle mostre "Betye Saar: Uneasy Dancer" con opere della stessa; una retrospettiva su William N. Copley e il progetto "Slight Agitation 1/4" di un giovane Tobias Putrih.
La programmazione della Fondazione Prada prosegue con l'inaugurazione, in data 9 Maggio 2017, della mostra "Tv70: Francesco Vezzoli guarda la Rai", allestita negli spazi delle Gallerie Nord e Sud, del Podium e del Cinema. La mostra è un progetto concepito dall'artista Francesco Vezzoli e sviluppato in collaborazione con la Rai con il supporto curatoriale di Cristiana Perrella e si concentra sul rapporto della televisione pubblica con l'arte, la politica e lo spettacolo.
Il 13 maggio 2017, nella sede di Venezia, è stata inaugurata la mostra "The boat is leaking. The captain lied." La mostra è un progetto espositivo transmediale, risultato di un approfondito confronto tra lo scrittore e regista Alexander Kluge, l'artista Thomas Demand, la scenografa e costumista Anna Viebrock e il curatore Udo Kittelmann. La mostra si sviluppa al piano terra e nei due piani nobili del palazzo settecentesco e include opere filmiche e fotografiche, ambientazioni spaziali e prestiti da collezioni pubbliche e private.
Il 7 giugno è stata inaugurata “CARNE y ARENA (Virtually Present, Physically Invisible)”, un’installazione di realtà virtuale concepita da Alejandro González Iñárritu, prodotta da Legendary Entertainment e Fondazione Prada. Incluso nella Selezione Officiale del 70º Festival di Cannes, il progetto è presentato nella sua versione completa alla Fondazione Prada a Milano negli spazi del Deposito..
Inoltre, il 7 giugno è stata inaugurata alla Fondazione Prada Osservatorio la mostra fotografica "EU: Satoshi Fujiwara" in un allestimento di Armature Globale. Il progetto è una mostra antologica dell'omonimo fotografo giapponese e include alcuni dei lavori più significativi dell'artista e “5K Confinement", il progetto di ricerca sulla produzione contemporanea di immagini proposto dalla Fondazione nell'estate 2016 a Venezia. 
Il 20 ottobre la Fondazione Prada presenta nella sede di Milano un progetto di ricerca e informazione sulla scena artistica sviluppatasi a Chicago nel secondo dopoguerra articolato in tre approfondimenti tematici concepiti e curati da Germano Celant come un unicum: "Leon Golub", "H. C. Westermann" e "Famous Artists From Chicago. 1965-1975". Le tre mostre indagano le due generazioni di artisti formatesi a Chicago tra gli anni Cinquanta e Sessanta. Nella stessa data, negli spazi della Cisterna, apre al pubblico “Slight Agitation 3/4: Gelitin”, il terzo capitolo del progetto espositivo ideato dal Thought Council della Fondazione. 
La programmazione dell’Osservatorio in Galleria Vittorio Emanuele II prosegue con l'apertura, il 9 novembre 2017, di “Questioning Pictures”, il nuovo progetto espositivo di Stefano Graziani. La mostra, curata da Francesco Zanot, include un nuovo corpus di opere commissionate dalla Fondazione che esplorano la fotografia come strumento di narrazione, catalogazione e reinterpretazione. 
Dopo il progetto dedicato alla produzione artistica di Chicago negli anni Cinquanta e Sessanta, negli spazi milanesi della Fondazione inaugura la mostra “Post Zang Tumb Tuuum. Art Life Politics: Italia 1918–1943″, concepita e curata da Germano Celant che esplora il sistema dell’arte e della cultura in Italia tra le due guerre mondiali, partendo dalla ricerca e dallo studio di documenti e fotografie storiche che rivelano il contesto spaziale, sociale e politico in cui le opere d’arte sono state create, messe in scena, vissute e interpretate dal pubblico dell’epoca. La mostra ha ricevuto il riconoscimento “Best Impressionist or Modern Art Group Exhibition” ai Global Fine Art Awards 2018, i premi assegnati a New York da una giuria internazionale di curatori e storici dell’arte alle migliori e più innovative esposizioni dell’anno.
Il 5 aprile 2018 apre al pubblico la mostra “Torbjørn Rødland: The Touch That Made You” nella sede di Osservatorio. Il progetto è stato concepito e presentato inizialmente da Serpentine Galleries Archiviato il 24 settembre 2013 in Internet Archive. a Londra, a cura di Hans Ulrich Obrist e Amira Gad. La mostra riunisce una selezione di più di 40 opere fotografiche e 3 video realizzati tra il 1999 e il 2016 dall’artista norvegese Torbjørn Rødland.
A luglio 2018 la sede di Milano ospita “The Next Quasi-Complex” una mostra concepita dall’artista tedesco John Bock (Gribbohm, 1965). Il progetto prevede la performance “When I’m Looking into the Goat Cheese Baiser” che si svolge l'8 settembre durante la quale con l’artista e gli attori Lars Eidinger e Sonja Viegener attivano il palco di When I’m looking into the Goat Cheese Baiser, muovendosi all’interno del Podium “come una mosca intorno a una carcassa”. L'estate del 2018 inaugura il progetto musicale “I WANT TO LIKE YOU BUT I FIND IT DIFFICULT” la rassegna curata dal dj e producer britannico Craig Richards. Come afferma Craig Richards, “l’idea chiave di questo progetto è contenuta nel suo titolo: “I WANT TO LIKE YOU BUT I FIND IT DIFFICULT”. La nozione di giudicare, assimilare e comprendere la musica, la forza dei preconcetti, la persona che la suona, il formato, l’ambiente e l’impianto sonoro che la trasmette, lo spazio mentale del momento, il giorno o la notte… Tutti questi fattori contribuiscono a creare il nostro rapporto con la musica". La prima edizione prevede due appuntamenti estivi (8 giugno e 28 settembre) in cui si alternano le performance di artisti dagli stili musicali diversi come Mulatu Astatke, Midori Takada, e i djs Nicolas Lutz e E/Tape, il leggendario batterista e compositore nigeriano Tony Allen, l’artista techno Monolake Surround, il polistrumentista tedesco Burnt Friedman e il musicista elettronico inglese Joy Orbison. L'edizione del 2019 prevede tre appuntamenti, il 16 maggio, il 14 giugno e il 27 settembre con Maarja Nuut & Ruum, Helena Hauff, Pole, Biosphere, Andrea Belfi, object blue, Floating Points, Ben UFO, Colleen e Craig Richards.
A giugno 2018 viene presentato anche il quarto e ultimo dei quattro capitoli di “Slight Agitation” progetto concepito dal Thought Council di Fondazione Prada che presenta opere site-specific negli spazi della Cisterna. I primi tre capitoli hanno visto come protagonisti Tobias Putrih (Slovenia, 1972), Pamela Rosenkranz (Svizzera, 1979) e il collettivo austriaco Gelitin. L'ultimo presenta le opere dell'artista Laura Lima. A Venezia, invece, Dieter Roelstraete cura la mostra "Machines à penser" che esplora la correlazione tra le condizioni di esilio, fuga e ritiro e i luoghi fisici o mentali che favoriscono la riflessione, il pensiero e la produzione intellettuale a partire da tre figure della filosofia del XX secolo: Theodor W. Adorno (1903 -1969), Martin Heidegger (1889 - 1976) e Ludwig Wittgenstein (1889 -1951).
A settembre 2018 Osservatorio ospita “The Black Image Corporation”, una mostra curata dall’artista Theaster Gates, che raccoglie ed espone una selezione di arredi e archivi fotografici del settimanale Jet e del mensile Ebony, le due riviste che dagli anni Cinquanta agli anni Ottanta plasmarono l’identità e la cultura afroamericana, entrambe pubblicate dalla Johnson Publishing Company: fondata nel 1942 da John H. Johnson a Chicago, entrò in crisi negli anni Novanta finendo per vendere i diritti di pubblicazione, e poi l’archivio fotografico e gli stessi arredi. Nella sede di Milano invece, l'artista Luc Tuymans cura la mostra "Sanguine. Luc Tuymans on Baroque". Una rilettura personale del concetto di "Barocco" attraverso più di 80 opere realizzate da 63 artisti internazionali, tra cui capolavori di Caravaggio, Guido Cagnacci e Antoon van Dyck insieme ad artisti contemporanei. La mostra è stata organizzata in collaborazione con M HKA (museo d’arte contemporanea di Anversa), KMSKA (Museo reale di belle arti di Anversa) e la città di Anversa.

## La Torre
La Fondazione Prada di Milano progettata da OMA, azienda fondata da Rem Koolhaas, è un caso esemplare che connette architettura esistente e nuova costruzione, in cui le tecniche costruttive svolgono un ruolo cruciale nel definire un'identità forte e contemporanea a un ex complesso industriale. La Fondazione, infatti, sorge su una ex distilleria del 1910 composta da edifici in muratura e calcestruzzo di cui Rem Koolhaas si preoccupa di conservare le strutture originali intervenendo in modo selettivo che non metta limiti su idee spaziali. Nel complesso generale svetta una torre alta 60 metri il cui sistema strutturale principale si compone di in telaio in calcestruzzo armato gettato in opera. Inoltre è presente un core di irrigidimento verticali, nel quale vengono collocati ascensori e scale. Le facciate in questo caso sono di diverse tipologie, quali: pannelli prefabbricati in calcestruzzo bianco; vetro; vetro specchiante che crea un effetto mimetico e permette un'integrazione con il contesto industriale della ex distilleria. Il calcestruzzo viene usato come materiale per le strutture nuove, andandole quindi a distinguere dai vecchi edifici costituiti in muratura. Anche in questo caso, come per la Casa da Musica, il calcestruzzo non viene considerato solo come struttura ma è vera e propria espressione dell'oggetto, infatti viene impiegato sia per interni che esterni allo stato grezzo senza alcuna levigatura. Il difetto del materiale diventa una caratteristica di unione tra struttura esistente e struttura nuova.

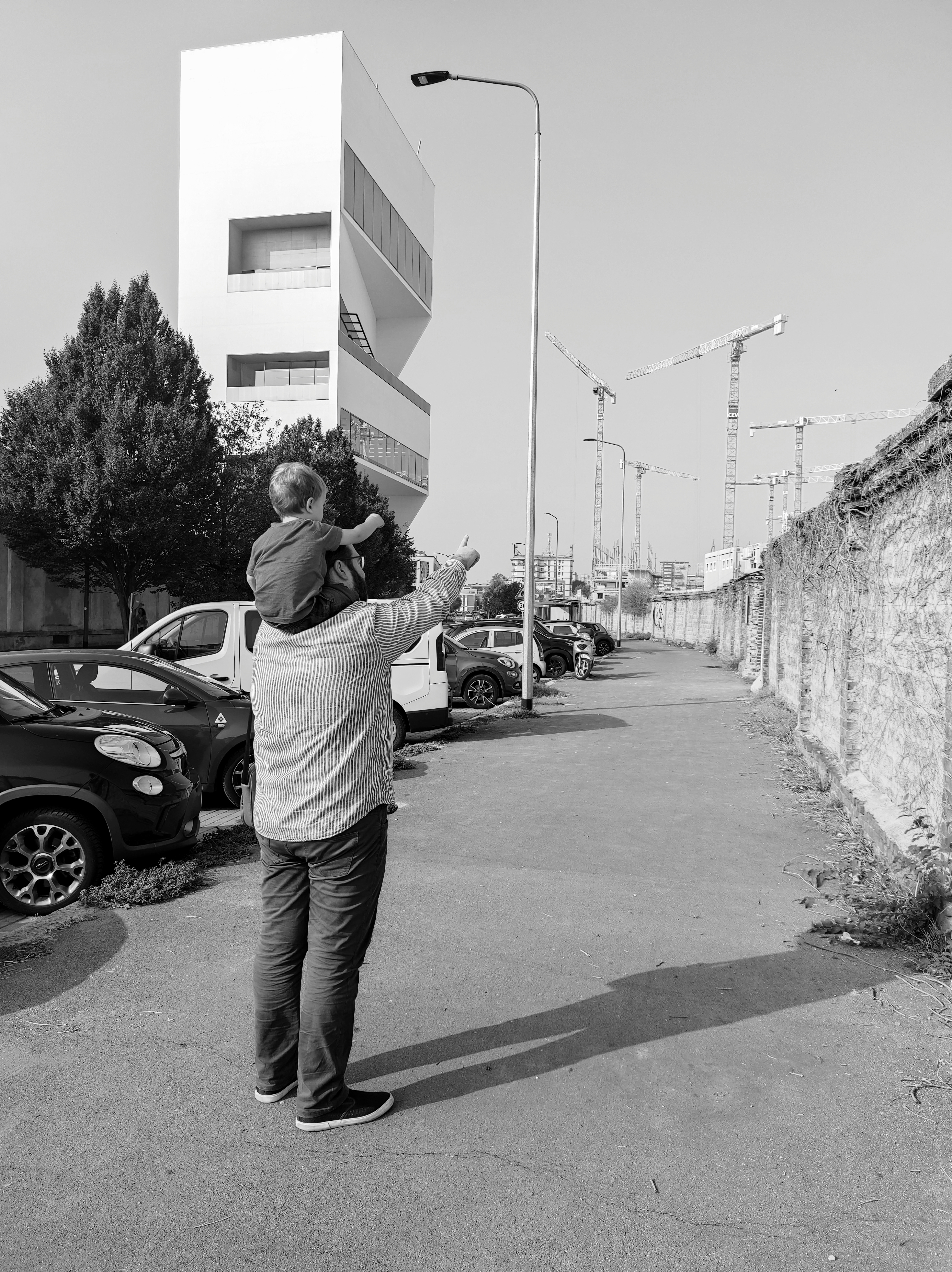
Torre Fondazione Prada

Nella torre della fondazione sono evidenziabili due aspetti caratteristici delle opere di Koolhaas: il core delle strutturale e la variazione volumetrica estrema. Per quanto riguarda il primo punto, come nel caso del CCTV, il core funge da rinforzo strutturale per carichi verticali ma non solo, infatti svolge il ruolo di «deposito» per scale e ascensori così da impedire una possibile interruzione negli spazi progettati. Nella variazione volumetrica, Koolhaas progetta ogni piano in maniera unica con altezze diverse e aperture asimmetriche e questo è garantito dal materiale che consente una realizzazione di forme estreme, mantenendo stabilità e continuità a livello generale.
La torre si caratterizza per la sua altezza di 60 metri con 9 piani particolarizzati con altezza variabile che passa da 2 a 8 metri. I piani, con altezze gradualmente crescenti, ospitano installazioni e offriranno viste sul complesso stesso e sulla città. La pianta della struttura anche in questo caso risulta non costante, infatti può passare da 200 a 300 m², che fa si si possa ottenere una superficie totale oltre ai 2000 m². L'opera è situata nell'angolo nord-ovest del complesso industriale e ospita , anch'essa, installazioni per esposizioni di vario genere, oltre a un ristorante, uno spazio di accoglienza e servizi per gli ospiti.

## Rassegne cinematografiche
A maggio 2018 Fondazione Prada avvia un’intensa programmazione cinematografica in lingua originale, trasformando il Cinema della sede di Milano in una vera e propria sala, l’unica presente nella Zona 5 della città.
Il programma del cinema prevede tre sezioni: “Soggettiva” (il venerdì) dedicata a opere scelte da personalità provenienti da ambiti culturali diversi; “Indagine” che ospita ogni sabato film inediti e prime visioni, mentre “Origine”, la domenica, è dedicata ai film restaurati e di valore storico, ottenuti in collaborazione con cineteche e produttori. Per la sezione “Soggettiva” personalità del mondo dell’arte e della cultura sono invitate a condividere con il pubblico i film che hanno marcato la loro formazione personale e intellettuale. Dal 2018 numerosi protagonisti del mondo del cinema hanno partecipato alla rassegna:
- Soggettiva Damien Hirst (4 maggio - 20 luglio 2018)
- Soggettiva Theaster Gates (21-22 settembre 2018)
- Soggettiva Luc Tuymans (14 dicembre 2018 - 15 febbraio 2019)
- Soggettiva Nicolas Winding Refn (22 febbraio - 24 maggio 2019)
- Soggettiva Pedro Almodóvar (6 giugno - 26 luglio 2019)
- Soggettiva John Baldessari (18 ottobre 2019 - 3 gennaio 2020)

Ad aprile 2020 Fondazione Prada e MUBI presentano una rassegna cinematografica disponibile in streaming sulla piattaforma di cinema d'autore. La selezione di titoli comprende fallimenti critici e commerciali, pellicole deludenti, in anticipo o in ritardo sui loro tempi, disastri produttivi e altri passi falsi di importanti autori con lo scopo di dimostrare che l’accoglienza iniziale di un film non corrisponde al giudizio sul suo valore, che può cambiare nei decenni successivi.

## Progetti espositivi a Prada Rong Zhai, Shanghai
Il 23 marzo 2018 la Fondazione Prada inaugura una mostra a Shanghai negli spazi della residenza storica Rong Zhai che ha riaperto nell’ottobre 2017 grazie a un accurato restauro voluto da Prada. La mostra “Roma 1950-1965” a cura di Germano Celant, esplora il fervente clima artistico e culturale sviluppatosi a Roma nel periodo successivo alla seconda guerra mondiale giungendo fino ai primi anni Sessanta. Negli anni successivi Prada Rong Zhai ha ospitato diverse mostre organizzate con il supporto di Fondazione Prada: "Liu Ye: Storytelling" a cura di Udo Kittelmann (10 novembre 2019 - 20 gennaio 2019), "Goshka Macuga: What was I?" (23 marzo - 2 giugno 2029) il progetto espositivo concepito come un viaggio nel post-Antropocene che vedeva i lavori dell'artista Goshka Macuga in dialogo con 25 opere della Collezione Prada; "Li Qing. Rear Widows" (7 novembre 2019 - 19 gennaio 2020) a cura di Jérôme Sans, un progetto immersivo, risultato della collaborazione tra l’artista Li Qing e il curatore, concepito come una narrazione site-specific e una profonda esplorazione della storia e degli ambienti di Prada Rong Zhai, creando una connessione tra il passato e l’attuale contesto urbano di Shanghai.